# Mariano Barilari
Mariano Barilari fue un militar italiano que sirvió en el Estado de Buenos Aires durante la Guerra entre la Confederación Argentina y el Estado de Buenos Aires y fue padre de dos destacados marinos argentinos, el almirante Atilio Sixto Barilari y Emilio Barilari.

## Biografía
Mariano Barilari nació en 1819, en Rímini, Emilia-Romaña, Italia.
Ingresó en el ejército en que alcanzó el grado de teniente de la Guardia Real de Cerdeña, participó de las insurrecciones de 1848/49, combatiendo en la defensa de la República Romana.
Fracasado el movimiento pasó a Inglaterra desde donde embarcó rumbo a la Argentina, llegando a la ciudad de Buenos Aires en 1853. Allí, acompañó a su compatriota Silvino Olivieri en la organización de la Legión Agrícola Militar y en la fundación del fuerte Nueva Roma en las cercanías de Bahía Blanca.
Combatió con la Legión en la Campaña de Salinas Grandes, en los combates de Bahía Blanca y en la batalla de Pigüe contra el cacique Calfucurá.
Entre 1856 y 1859 permaneció alejado del servicio por motivos de salud. Al reiniciarse la guerra entre el estado secesionista de Buenos Aires y la Confederación Argentina, Barilari volvió al servicio y fue enviado al sur de la provincia de Santa Fe en misión de reconocimiento tras las líneas nacionales. Barilari cumplió su objetivo, mereciendo una espada de honor de parte del Estado de Buenos Aires. Con el grado de teniente en la brigada de infantería de marina se encontró en la Acción naval de San Nicolás de los Arroyos (1859).
Terminada la contienda civil solicitó y obtuvo la baja. Falleció en la ciudad de Buenos Aires en 1867. Estaba casado con Cristina Ferrari.
Otro de sus hijos, Mariano Barilari, se recibió de ingeniero geógrafo, realizó estudios en los observatorios de Córdoba y La Plata, presto servicios en la escuadra como profesor de matemáticas a bordo de la corbeta Chacabuco, recorrió el territorio del Neuquén y la Cordillera de los Andes entre los grados 35 y 42 (1888-1889), trabajo en la delimitación del Territorio Nacional de Formosa, levantó el catastro del pueblo de Lomas de Zamora y como ingeniero municipal de Bahía Blanca fue el responsable del proyecto de nivelación y catastro de esa ciudad (1896).